# Localidades das Filipinas
As localidades das Filipinas, que se conhecem oficialmente como unidades de governo local (Português: município, ou comuna) também como local government units, UGLs (inglês: LGUs), governam-se pelo Código de Governo Local de 1991, que especifica a estrutura administrativa e os poderes políticos das entidades de governo local. Classificam-se em dois tipos estas localidades: município e cidade. Segundo os dados de 2006, há 1509 municípios e 118 cidades.

## Localidades
Uma localidade ou município (tagalo: bayan; cebuana: lungsod; hiligaynon: banwa; ilocana: ili; às vezes munisipyo em tagalo, cebuana e ilongo e munisipio em ilocana) tem um verdadeiro nível de autonomia do Governo Nacional sob o Código de Governo Local de 1991. Tem pessoa jurídica que lhe dá a habilidade de promulgar políticas e leis locais e de governar as suas jurisdições. Pode-se celebrar contratos e outras transações pelos seus oficiais eleitos e nomeados e também arrecadar impostos. O governo local está encarregado de fazer cumprir todas as leis, sejam locais ou nacionais. O governo nacional ajuda, supervisiona e garante que o governo local não transgride a lei nacional. Os governos locais têm os seus próprios departamentos executivos e legislativos. O departamento judicial da República das Filipinas também tenta satisfazer as necessidades das UGLs.

## Cidades
Todas as cidades (tagalo: lungsod; cebuana: dakbayan; ilongo: dakbanwa; ilocana: dak-ili; às vezes siyudad em tagalo, cebuana e ilongo e siudad em ilocana) filipinas são charter cities, que significa que se governam pelas suas próprias cartas e também pelo Código de Governo Local de 1991. Confere-se à cada cidade o poder de ter um distrito e representante do congresso por cada 250.000 dos seus habitantes, uma força policial, um selo comum e o poder de tomar, comprar, receber, ter, arrendar, transferir e desfrutar de bens imóveis e móveis para o interesse geral da cidade, transferir bens imóveis para o uso público (domínio eminente), contratar e ser contratado, proferir e exercer todos os poderes conferidos pelo Congresso. Só um Ato de Congresso pode criar ou acrescentar à carta da cidade. Todas as cidades se dá uma parte maior do lote das rendas internas comparado aos municípios.

## Classificação por rendimentos
As cidades filipinas classificam-se de acordo com os rendimentos médios anuais baseados em quatro anos precedentes. A partir de 28 de julho de 2008, os limites para as classes de cidades por rendimentos são:
| Classe   | Rendimentos médios anuais (Milhão de pesos filipinos) |
| -------- | ----------------------------------------------------- |
| Primeira | 400 ou mais                                           |
| Segunda  | 320 ou mais mas menos de 400                          |
| Terça    | 240 ou mais mas menos de 320                          |
| Quarta   | 160 ou mais mas menos de 240                          |
| Quinta   | 80 ou mais mas menos de 160                           |
| Sexta    | Por abaixo de 80                                      |